# لويس كابريرا دي كوردوبا
لويس كابريرا دي كوردوبا (بالإسبانية: Luis Cabrera de Córdoba) هو كاتب ومؤرخ إسباني، ولد في 1559 في مدريد في إسبانيا، وتوفي في 1623.